# Markina-Xemein
Pour les articles homonymes, voir Marquina (homonymie).
Markina-Xemein en basque ou Marquina-Jeméin en espagnol est une commune de Biscaye dans la communauté autonome du Pays basque en Espagne.
Le nom officiel de la ville est Markina-Xemein.

## Toponymie
L'actuelle commune a commencé en 1952 par la fusion de la ville de Markina et l'Elizate de Xemein. La commune a été appelée officiellement par conséquent Marquina-Jeméin. En 1984 la commune a adopté la dénomination officielle de Markina-Xemein, en adaptant le nom en langue basque.

### Markina
Sur l'étymologie de Markina, il y a deux principales théories.
La première la met en rapport avec la condition frontalière qui a eu la zone dans le Moyen Âge, faisant dériver le toponyme du mot marque (Markina signifiant peut-être simplement petite marque) ou de marra (ligne, limite). Cette théorie a été déjà proposée par Pablo Pedro Astarloa il y a un peu plus de 200 ans.
Cette théorie se base le fait que pendant le Moyen Âge, le nom de Markina faisait peut-être référence au secteur frontalier situé entre la Biscaye et Guipuscoa, qui comprenait le bassin de la rivière Artibai et le bassin inférieur du Deba.
Marquina était le nom d'une des mérindade dans laquelle se divisait la Seigneurie de Biscaye, celle qu'occupait la partie centrale de la vallée de l'Artibai, connu aussi comme vallée de Markina. Dans le côté guipuzcoan, dans la vallée du Deba, la zone où on fondera Eibar et Plentzia des Armas et qu'on appelait aussi Marquina de Yuso, et la zone où on fondera Elgoibar, Marquina de Suso. Elgóibar elle-même, fondée 1346, a été appelée Villamayor de Marquina, bien que le nom n'ait pas eu du succès et a fini par disparaitre.
Selon cette théorie donc, le nom de Marquina ferait allusion à sa situation dans la zone comme secteur frontalier entre la Biscaye et le Guipuzcoa, bien qu'à cette époque là, les notions de limite ne sont pas clairement définie entre les deux territoires. Au XIVe siècle c'était un territoire conflictuel et dangereux étant donné les incursions des banderizos (guerre des bandes) d'un territoire à l'autre.
Dans un lieu de la mérindade ou vallée de Markina, dans sa partie biscayenne, le seigneur de Biscaye Don Tello fonde ville en 1355 avec de nouveaux plans qu'il appelle Villaviciosa de Marquina. Au fil du temps, cette ville cesse d'être connue comme Villaviciosa et prend le nom Ville de Marquina ou simplement Marquina, prenant ainsi le nom de toute la comarque dans l'ancien temps. Ce processus le même le reste du territoire, particulièrement dans la partie de guipuscoanne en cessant d'être connue par ce nom.
La seconde théorie considère que Markina est un anthroponyme dérivé du nom Marcina latin féminin propre, avec l'évolution postérieure Marcina → Markina au niveau de la prononciation. Cette théorie se base le fait qu'il existe une autre localité appelée Marquina en Alava, et dont le nom ne peut pas dériver facilement du mot marque et existe aussi un autre toponyme alavais Marquijana, qui peut dériver de Marcina.
L'actuel nom basque du toponyme Markina est dû à l'adaptation de Marquina aux règles orthographiques contemporaines de la langue basque Marquina → Markina.

### Xemein
L'étymologie de Xemein n'est pas trop claire. L'étymologie la plus répandue met en rapport le nom du village avec le nom propre médiéval Xemeno (actuellement Jimeno). Xemeno → Xemen → Xemein → Jemein.
En castillan, l'évolution Xeméin → Jeméin s'est produite dans les XVIIe – XVIIIe siècles, (voir la lettre J). Dans la langue basque, on a maintenu l'ancienne prononciation comme la sh anglaise, qui est transcrite dans cette langue avec le X, c'est pourquoi en basque le nom du village s'écrit à l'ancienne utilisation castillane comme Xemein.

## Géographie
La ville de Markina Jemeín se situe dans l'extrémité nord-ouest de la province de Biscaye, dans la partie moyenne du bassin de l'Artibai juste dans la confluence de cette rivière avec l'Urko dans la limite avec le Guipuscoa. Le terrain est accidenté avec plusieurs montagnes atteignant les 800 ou 900 m d'altitude.
Elle limitée avec les communes suivantes : Amoroto et Berriatua au Nord, Mallabia et Berriz au Sud, Etxebarria et Eibar (Guipuzcoa]) à l'Est, Ziortza-Bolibar à l'Ouest.
Le noyau urbain est composé les deux noyaux primitifs, celui de l'elizate de Jemeín et la ville de Markina qui forment déjà une seule unité urbaine. Ce noyau, de forme triangulaire, est implanté dans l'union des vallées de l'Artibai et de l'Urko. La structure urbaine de l'ancienne ville médiévale est bien conservée et dans ses alentours on a développé les différentes extensions urbaines jusqu'à ce que le noyau de l'elizate ait été intégré. À côté du noyau médiéval s'ouvre une grande place qui a comme caractéristique principale sa grande surface. Le reste de la population réside dans les différents quartiers ruraux.
La commune est constituée outre le noyau urbain par les quartiers de : Arretxinaga, Atxondoa, Barinaga, Barroeta, Erdotza, Goierri, Iderraga, Ilunzar, Iruzubieta, Iturreta, Larruskain-Amalloa, Meabe, Plazakola et Ubilla-Urberuaga,
La population de la commune est, dans sa majorité bascophone, (88 %), et on parle le dialecte biscayen du basque bien que la plupart connaisse le batua.

## Blason
Le blason de Markina-Xemein est constitué par les deux blasons des entités qui ont formé la commune, la ville de Markina et l'Elizate de Xemein. Dans celui de la ville figurent deux loups andantes et sur ceux-ci une croix. Celui de l'elizate, un arbre avec deux loups passants au tronc. Dans la bordure figure la légende, "Muy Noble et Muy Leal Villa de Marquina-Jeméin".

## Communications

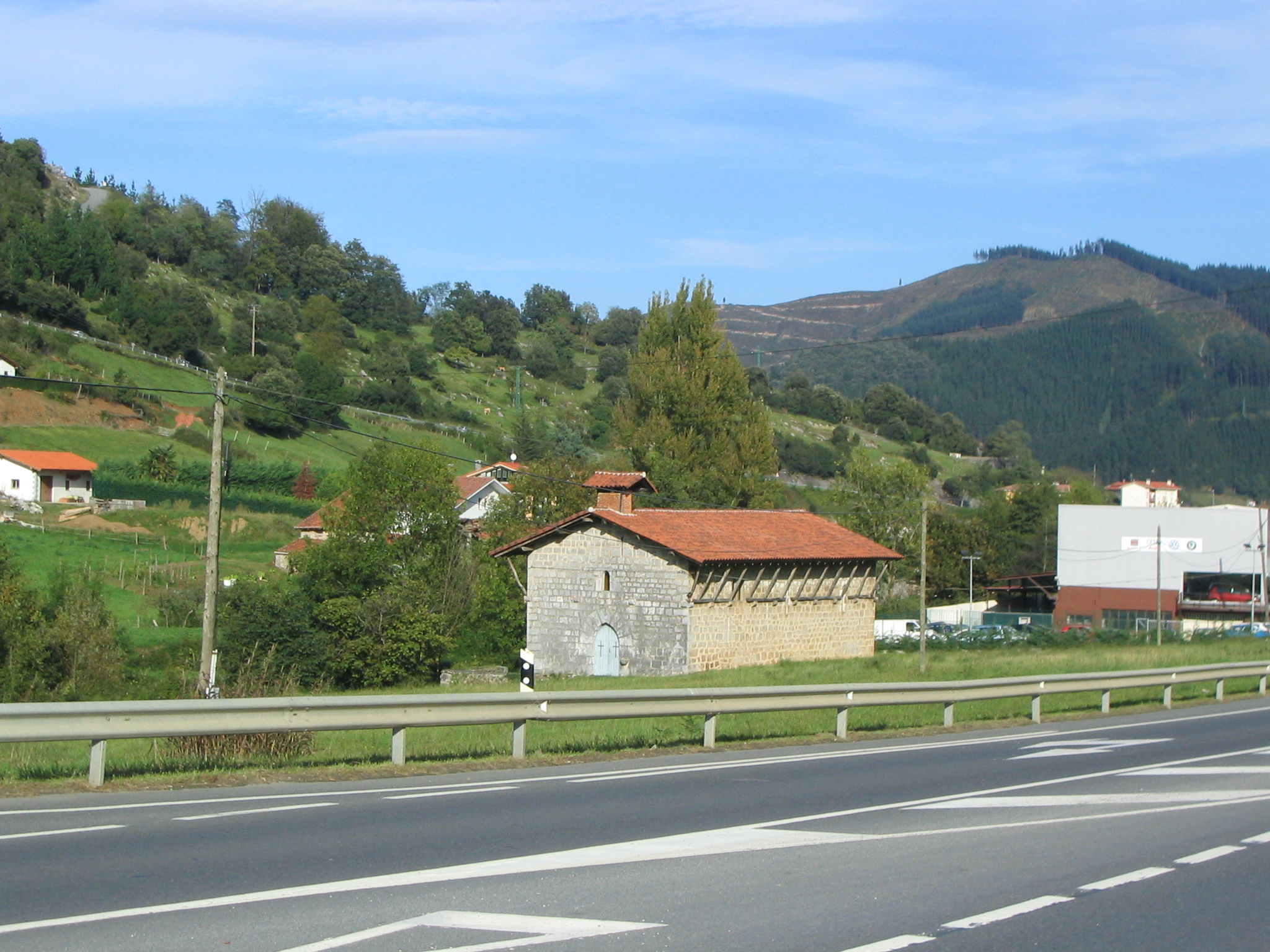
Ermitage de Santa Maria dErdotza

Les communications de toute la comarque de Lea-Artibai sont faibles et mauvaises. Markina se trouve dans un croisement de routes de laquelle partent plusieurs routes secondaires vers d'autres parties de la comarque. La voie principale est la route régionale BI-633 qui relie Durango avec Ondarroa, la BI-3405 qui relie la précédente avec Lekeitio, par la BI-3443 qui communique avec Aulesti et le bassin (Cuenca) du Lea et la BI-2636 passant par Etxebarria et le col de San Miguel reliant Elgoibar et la vallée de la rivière Deba via la BI-3950, depuis Etxebarria, ou la BI-4404 passant par Barinaga et Aguinaga on arrive à Eibar.
Il n'y a ni autoroute ni chemin de fer, ceux-ci peuvent se prendre à Durango, Eibar ou Elgoibar, où se joint aussi la route N-634 qui, comme l'AP-8, communique avec les capitales de Biscaye, Bilbao, et du Guipuscoa, de Saint-Sébastien.

## Hydrographie
La principale rivière que traverse la commune est l'Artibai à laquelle s'ajoutent les affluents qui viennent depuis les deux flancs de la vallée. La principale, qui entre par la droite est l'Urko qui vient de la montagne du même nom et longe la vallée où se trouve Etxebarria. Un autre important affluent est l'Aramalloa qui vient du quartier rural de Larruskain.
Toutes les rivières sont courtes et de débit très variable. Actuellement ses eaux sont assainies car existe un réseau de recueillement des eaux sanitaires et d'épuration, la partie nord de la commune possède cette infrastructure. Les bords des rivières ne sont pas très altérés.
Dans le quartier d'Urberuaga il y a une source d'eaux minérales médicinales qui ont été exploitées dans une station thermale qui a été significative au début du XXe siècle. Cette eau sort réchauffée, d'où le toponyme du lieu ur (eau), beru(chaud) et aga (emplacement où il y a), autrement dit emplacement où il y a de l'eau chaude.

## Orographie
Entourée de montagnes de hauteurs de 700 et 900 m et sous la montagne Oiz (1 036 m), la vallée s'ouvre dans le point où s'est implantée la commune. À souligner les sommets du Kalamua (767 m), Urko (791 m), Urregarai (697 m) et Zappla (551 m).
La composition de ces montagnes est principalement de roche calcaire ce qui fait qu'abondent les carrières de marbre et de pierre pour la construction. Une des principales espèces d'arbres est le chêne atlantique, qui accompagne les espèces typiques comme le hêtre, le chêne ou le châtaignier. Il y a beaucoup de plantations de pin insignis destinés à l'exploitation forestière.

## Économie
L'économie de ville a été basée principalement sur le secteur primaire bien que le secteur industriel ait toujours eu une présence importante. L'activité industrielle a souffert de hauts et bas et a été liée à celle des comarques voisines du Debabarrena et Durangaldea. Les services sont peu significatifs.
Le secteur primaire : l'agriculture et le bétail occupe près de 10 % de la population active bien que dans beaucoup de cas les exploitations soient de caractère d'auto-consommation et secondaire. Les produits sont vendus sur les marchés de la comarque de Lea-Artibai. Il y a une exploitation significative qui commercialise ses productions a des niveaux plus généraux.
L'extraction de la pierre, pour la construction, que du marbre, est une importante activité. La qualité du marbre de Markina est internationalement reconnue et concurrence, même, celle de Carrare (Italie). Il faut souligner le marbre noir.
Comme complément, et y compris comme substitution dans de nombreux cas, on exploite du bois des plantations de pin insignis.
Le secteur secondaire : occupe presque 50 % de la population active (dans beaucoup de cas travaillent dans les villes voisines) basées sur plusieurs usines de différents types, en particulier métallurgiques, et très liées avec les zones industrielles des comarques voisines. Ce secteur d'activité a souffert d'une grande crise dans la seconde moitié du XXe siècle où prédominaient les usines d'armes (mortiers et munitions) de La Esperanza qui fermera ses portes à la fin des années 1980. Il restait à la fin du siècle seulement trois ou quatre entreprises. La construction de polygones industriels (Zones industrielles) et la reprise économique qui s'est produite au début du XXIe siècle a apporté une résurgence de cette activité.
Le secteur des services: le secteur des services, qui occupe près de 40 % de la population active, est axé principalement dans l'hôtellerie et dans les services de base pour la population. Le commerce n'est pas très développé et la population doit aller à Durango, à Eibar ou Bilbao pour effectuer les achats les plus spécialisés.

## Histoire

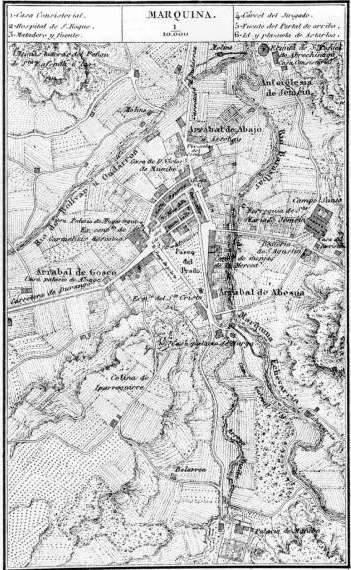
Plan de 1857

Il y a des gisements archéologiques de la grotte de Kobaua et d' Axpe qui témoignent une présence humaine dans ces terres dans les périodes du Mésolithique et Chalcolithique ou les dolmens et tumulus de Kalamua et d'Urko. Des haches de bronze ont aussi été trouvées à Iruzubieta et Kutxinobaso ainsi qu'un ensemble de monnaies Romaines à Iruzubieta.
Au Xe siècle apparaît le noyau religieux d'Iturreta, et dans l'ermitage de San Cristóbal il y a des restes du siècle XIe). Les tombes de la collégiale de Zenarruza, qui n'appartient plus aujourd'hui à Markina, sont datés du Xe siècle.
L'Infant Don Tello, Seigneur de Biscaye, d'Aguilar de Campoo, Castañeda et Lara (fils Alphonse XI de Castille) fonde la ville de Villaviciosa de Marquina le 6 mai 1355. Il lui accorde la Carta puebla (Lettre de peuplement) à Bermeo après que la Junta du Señorío de Biscaye lui accorde l'autorisation correspondante. On lui a accordé la juridiction de Bilbao.
La ville est fondée sur les terres de l'Elizate de Xemein, sur le plateau d'Azpilza, et sa fonction est de défendre comme il est bien spécifié dans la lettre elle-même et qui dit ceci:

« Porque los hijodalgos de la Merindad de Marquina me mostraron y dijeron por excrito que cada vez que acaeciere, los de Tierras de Guipúzcoa querían entrar para robar y hurtar en tierras de Vizcaya, que no había otro lugar por do entrar sino por los campos que dicen de Azpilza, que es en el término de Marquina, por la cual dicha entrada habían entrado muchas veces en los tiempos pasados »

« Parce que les  hijodalgos de la mérindade de Markina m'ont montré et ont dit par écrit que chaque fois qu'il arrive, ceux des Terres de Guipuscoa voulaient entrer pour voler et heurter dans des terres de Biscaye, qu'il n'y avait pas un autre lieu par ne pas entrer mais par les domaines qui disent d'Azpilza, qu'il est dans le territoire de Markina, par lequel cette entrée étaient souvent utilisée dans les temps passés. »

La fondation de la ville n'est pas un obstacle pour que les habitants de l'elizate, appartenant à la Lur Laua, puissent s'y établir et acquérir les droits que pourraient avoir les villanos, ceci est aussi clairement reflété dans la Carta Puebla :

« ...pero tengo por bien que no entren a poblar ni a morar en dicha villa algunos de mis labradores de tierra de Vizcaya que agora son mis pecheros ni ninguno de éllos porque no pierda los pedidos y derechos que de ellos he de haber »

« ...mais j'ai pour bien que n'entrent pas peupler ni demeurer dans la dite ville certains de mes agriculteurs de la terre de Biscaye qui agora sont mes pecheros ni aucun d'eux pour qu'il ne perdent pas les droits que je leur dois »

et comme on établissait dans des terres contrôlées par le monastère qui se trouvait à Xemein, appelé Monasterio de Xemeingane, Don Tello lie la perte de ressources que cette fondation pourrait causer, ainsi elle le spécifie :

« ...ellos habrán de usar forzosamente y por cuanto dicho Monasterio y rendía mil doscientos maravedises al año, éllos y los que morasen en la dicha villa en adelante me pagarían la dicha renta y que pudieren usar de dicho Monasterio y su haber o propiedad de todo lo que a él pertenecía »

« … ils devront inévitablement utiliser et dans la mesure où ce Monastère rendrait mille deux cent maravedis par an, eux et ceux qui demeureraient dans cette ville désormais me payeront ce revenu et peuvent utiliser ce Monastère et leur domaine ou propriété de tout ce qui lui appartenait »

La fondation de la ville entraîne la construction de murailles et de bâtiments dans son intérieur. Le schéma urbain original est bien conservé et il y a des traces de certains de ces premiers bâtiments comme le palais Mugártegui. L'enceinte entourait tout le noyau urbain il y a une description de cette dernière par Juan J. de Mugártegi qui le dit ainsi :

« ...Partía la cerca desde el extremo occidental de las casas de Solarte, que ocupaban el terreno en donde se encuentra la casa-palacio de Mugártegui, siguiendo por la zaguera de las casas de la calle Oquerra hasta el extremo Este de esta calle, desde donde continuaba por detrás de las casas de la calle de Ciar-calía hasta unirse con la Torre de Ibita, que estaba edificada en donde actualmente está la Fonda del Prado. Desde esta casa-torre, se unía por medio de un arco con su correspondiente portillo, con el trozo de muro que iba por el lado del Mediodía hasta llegar a la esquina de la casa de Arrate, desde donde, cogiendo todo el lado oeste de la parroquia de San Pedro de Elejabarría, terminaba uniéndose con las casas de Solarte. »

« ...Partait la clôture depuis l'extrémité occidentale des maisons de Solarte, qui occupaient le terrain où on trouve la maison-palais de Mugártegui, en suivant la zaguera des maisons de la rue Oquerra jusqu'à l'extrémité Est de cette rue, où continuait derrière les maisons de la rue de Ciar-calía jusqu'à l'union avec la Tour d'Ibita, qui était construite où est actuellement la Fonda du Prado. Depuis cette maison-tour, était unie au moyen d'un arche avec sa brèche correspondante, avec le morceau de paroi qui allait par le côté du Mediodía jusqu'à arriver au coin de la maison d'Arrate, d'où, en prenant tout le côté Ouest de la paroisse de San Pedro d'Elejabarría, se terminait en union avec les maisons de Solarte. »

La ville devait utiliser l'église de Xemein. Ce fait, puis un autre ont été à l'origine de beaucoup de procès qui ont maintenu ceux de Markina avec ceux de cette elizate. Il y a aussi eu ceux d'avec San Andres d'Echevarría. Ces procès ont duré jusqu'au XVIIe siècle.
Dans la première moitié du XVIIIe siècle on entame une réforme généralisée des bâtiments, le cartier historique sera maintenu jusqu'au siècle suivant. Il y a eu des protestations pour le prix de la céréale et les habitants ont été organisés à l'occasion de la guerre de la Convención (1793 - 1795).
La guerre d'Independencia et les guerres Carlistes (dans la première, Markina a organisé le bataillon Larruskain qui a été très actif) ont marqué le XIXe siècle, bien qu'ils n'aient pas causé de dommages au village s'ils ont eu d'importants coûts économiques.
Dans la guerre civile la ville reste dans la ligne de front, du côté de la partie loyale à la République tout l'hiver 1936 - 1937 et a souffert de plusieurs bombardements par les franquistes.
En 1952 on fusionne la ville de Markina et l'elizate de Xemein pour constituer la commune de Ville de Marquina-Jeméin à laquelle en 1969 on ajoutera l'elizate de Ziortza-Bolibar qui se séparera en 2005.

## Patrimoine

### Patrimoine civil
Dans l'architecture civile il y a un bon nombre de bâtiments remarquables, certains d'entre eux ont des restes des premières constructions d'origine de la ville.
- Palais Solartecua ou Palacio de Mugartegui: construit en 1666 par Lucas Longa est un bâtiment baroque urbain. Actuelle maison consistorial, date du XVIIe siècle et a dignement conservé sa structure. Il a été construit sur la paroi médiévale de défense de la ville. À une façade baroque avec de grands balcons de grille en fer forgé et chacun des blasons d'armes. Il est ouvert sur la place du Carmen. Maison indigène du peintre Luis Echanove[8].
- Palais Andonaegi: baroque avec un grand blason d'armes dans sa façade (celui des Murgas).
- Maison Consistoria: l'ancienne maison consistorial se trouve dans le quartier médiéval et a un vaste "soportal" soutenu par des colonnes baroques. Œuvre des architectes Juan Basaybar et Sebastián de Leixerdi a été construite entre 1937 et 1647.
- Palais d'Ansotegi: bâtiment gothique, sa façade a deux accès ogivaux et un étage avec quatre paires de fenêtres geminadas.
- Palais de Murga: le palais Murga renferme à l'intérieur la tour Bidarte, du XVIIe siècle, édifice construit en entourant l'ancienne tour. Dans la façade celle-ci est peinte le blason d'armes de la famille.
- Tour Antxia: une maison-tour urbaine typique du Moyen Âge date de la fondation de la ville et profite d'un abri de la paroi. Avec trois hauteurs, a deux façades très différentes, l'extérieur grave et de type défensif dans laquelle s'ouvre saeteras et un latronera, l'intérieur, ouverte avec des arcs Renaissance dans l'entrée et vetanales ovijales travaillés en pierre calcaire il constitue un exemple d'un palais urbain du Moyen Âge basque.
- Tour de Barroeta: a été reconstruite après l'incendie du XVIe siècle et a été agrandie à la fin du XVIIe siècle. On accède à l'étage noble par des escaliers de pierre. Il a des fenêtres avec des sièges dans les parois et les arcs ogivaux geminados. À ses côtés s'élève l'ermitage classicisme de Santa Ana et San Joaquin.
- Tour d'Ugarte: avec une façade en maçonnerie dans laquelle s'ouvrent aspilleras et vains étayés est un exemple de maison-tour typique. Il a eu une forge adossée.
- Palais Patrokua ou Ville Gaytán: bâtiment du XVIIIe siècle sur les rives de la rivière Urko. Dirigée par la famille Barroeta et Gaitán de Ayala. Construit en style néoclassique a subi un agrandissement à la fin des années vingt et une restauration en 1945. On y a installé le centre éducatif Lea Artibai Ikastetxea qui appartient aux complexe coopérateurs de Mondragon Corporación Cooperativa MCC).

Il y a beaucoup d'exemples architecturaux dignes de mention, beaucoup d'entre eux ruraux, comme le horrio de Barinaga, la maison-tour d'Ubilla ou la ferme de Hormaetxe à Meabe.

### Patrimoine religieux
Le patrimoine des monuments de cette commune est très riche. Le fait que passe ici le Camino Santiago (Chemin de Saint Jacques) dans sa branche de la côte a fait qu'apparaissent au fil du temps plusieurs importantes constructions religieuses.
- Couvent et Iglesia de la Merced : couvent du XVIIe siècle et l'église du XVIIIe siècle, retable contemporain de 1827 construit par Alejandro Valdivieso.
- Sainte María de l'Asunción de Xemein : du XVIe siècle de style Renaissance est une église de type salon, avec trois nefs et contreforts croisés. De plant rectangulaire et tête carrée. Elle est considérée comme une des plus grandes églises de Biscaye. Le chœur et la sacristie sont du XVIIe siècle. Le grand retable est de style maniériste. Il est classé Monument National.
- Cimetière, du XIXe siècle (1851) : de style néoclassique dans lequel se rassemblent des ingrédients non que grecs. Projet de Mariano de Lascurain, a une enceinte rectangulaire avec des porches dans lesquels on place des sépultures (qui étaient liées à chaque maison du village) en laissant le centre pour les panthéons. Il possède une chapelle qui garde une sculpture du Christ du XVIe siècle. À souligner le mausolée de José María Munibe, XIe Comte de Peñaflorida. Il est classé Monument National.
- San Miguel d'Arretxinaga : du XVIIe siècle, construction hexagonale curieuse qui entoure un ensemble mégalithique, d'origine naturelle, composée par trois pierres dans lesquelles on a mis l'autel. La tradition dit que le passage sous ces roches maintient la virilité. Construit en 1734 par José de Lizardi.
- Couvent et Iglesia de San José : la maison-tour des comtes de peñaflorida a été transformé en couvent et dans le jardin on a construit l'église.
- Ensemble monumental du Carmén : composé du couvent, de l'église et de la source est ouverte à la place dans laquelle se trouve actuellement la casa (maison) consistorial (Mairie). Le couvent a été fondé en 1691 et a été l'œuvre d'Ignacio Munibe y Axpe, qui était alors abbé de la Zenarruza. Aucun ordre religieux ne s'y est établi. Il a été le quartier général des français en 1808 et de 1839 à 1869. L'église est du XVIIIe siècle (elle a été terminée en 1724. Dans la façade il a le blason des carmélites et la statue de la Virgen du Carmén. Les autels sont baroques. On attribue le projet à l'architecte Fray Marcos de Santa Teresa. Les nefs sont couvertes par des contreforts de lentilles, les centrales, et de cupulillas sont latérales. La source consiste une colonne de marbre gris couronnée par un chapiteau blanc sur lequel il y a une statue de l'enfant Jésus de Prague qui a été placé en 1923 en remplaçant le bol original. Sur chaque côté de la colonne, il y a une affiche en marbre blanc avec les légendes suivantes attribuées à Juan Antonio Moguel[9] :

Carlos Irugarrena
Vizcaico Juan dala
Marquiñaco urrijac
Eguin nau honela
Ugarteco axpeetean
Daucat jatorrija
Ubide zaconetan
Ur au ederra zala
Esanic aitubac
Alan arindu dira
Neque ta castubac

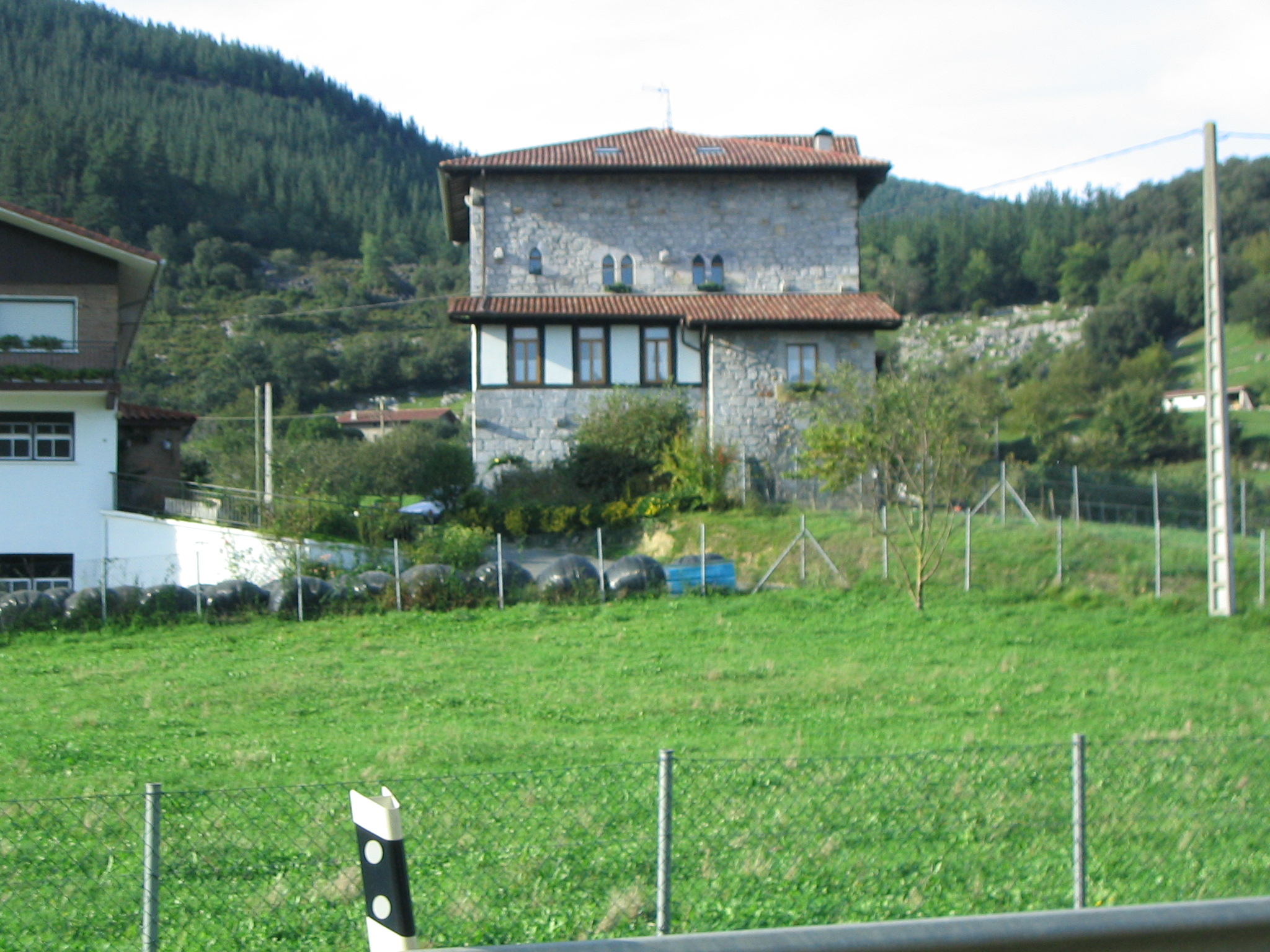
Tour de Ugarte.

Et le blason de Marquina sur la quatrième.
- Ermitage de Santa Cruz: datée du XVIe siècle est un calvaire à l'entrée du village. Il a une grille baroque et on le connaît sous le nom de txiki eliza (petite église).

Il y a autres beaucoup d'ermitages, presque toutes datent du XVIe siècle, dispersées sur le territoire municipal. Chaque quartier a la sienne et autour d'eux on organisait les confréries qui était les subdivisions administratives des anteiglesias.

## Photos de Markina

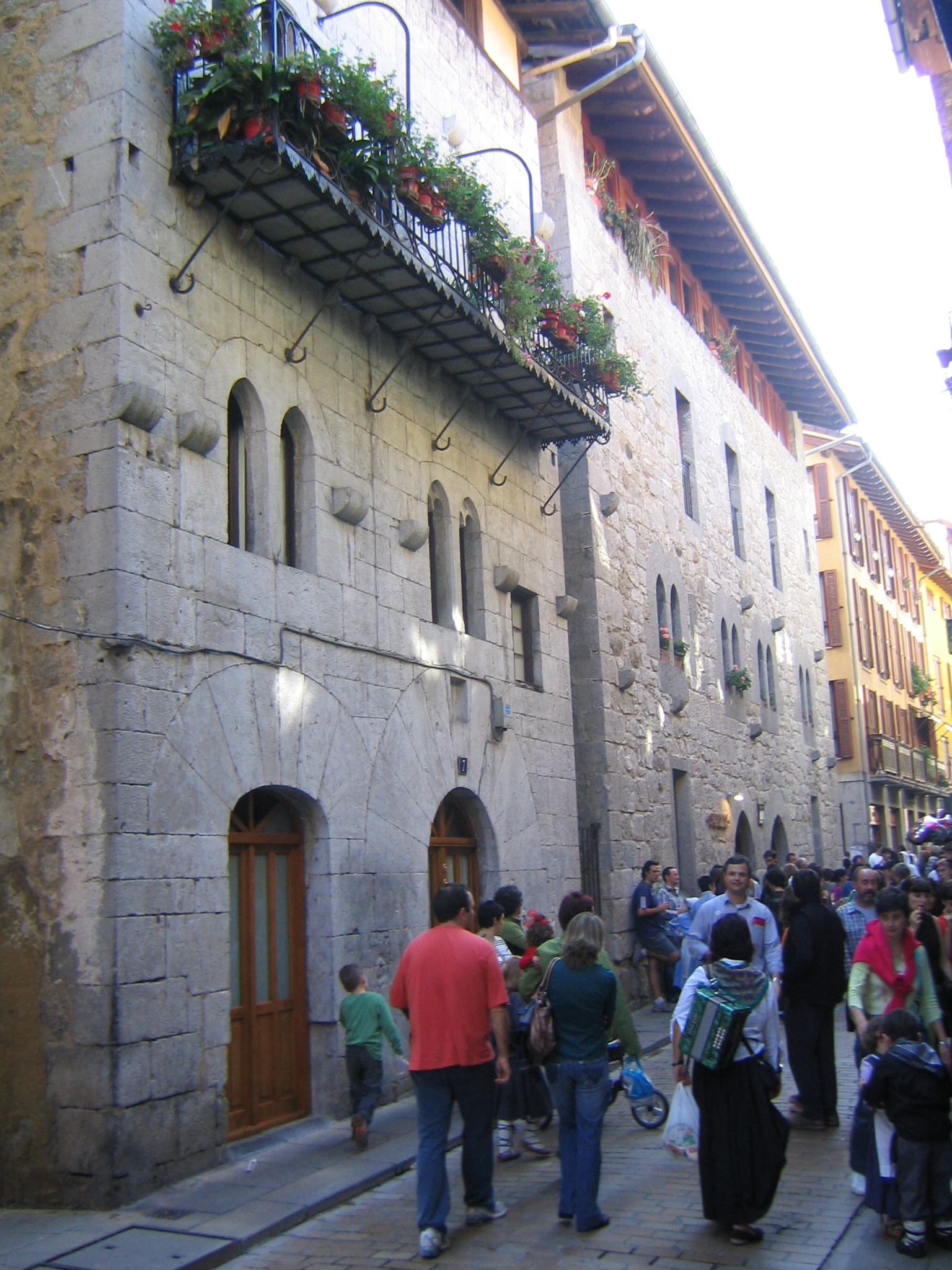
Façades de la tour Antxia et du palais Ansotegi
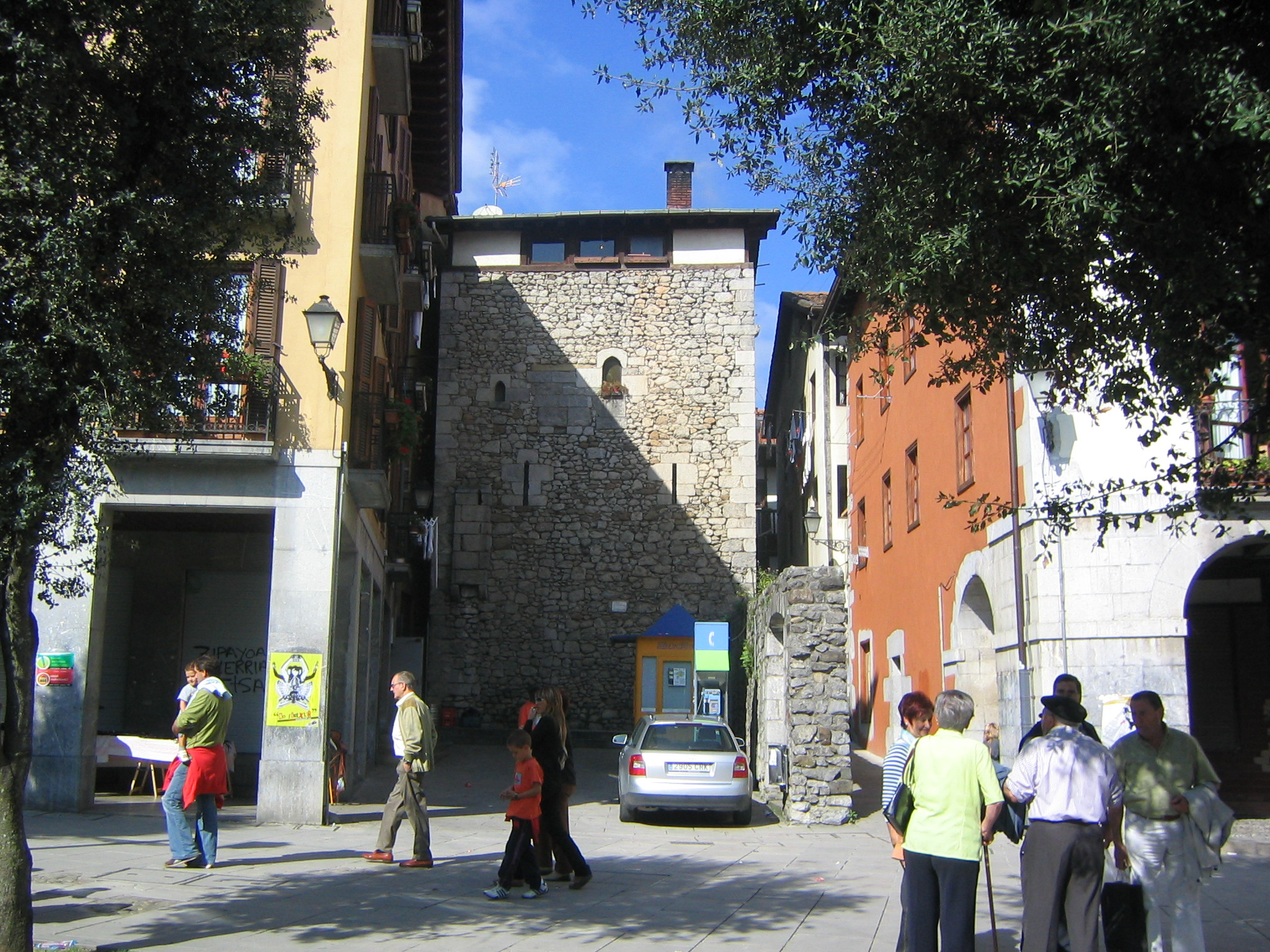
Façade arrière de la maison-tour Antxia
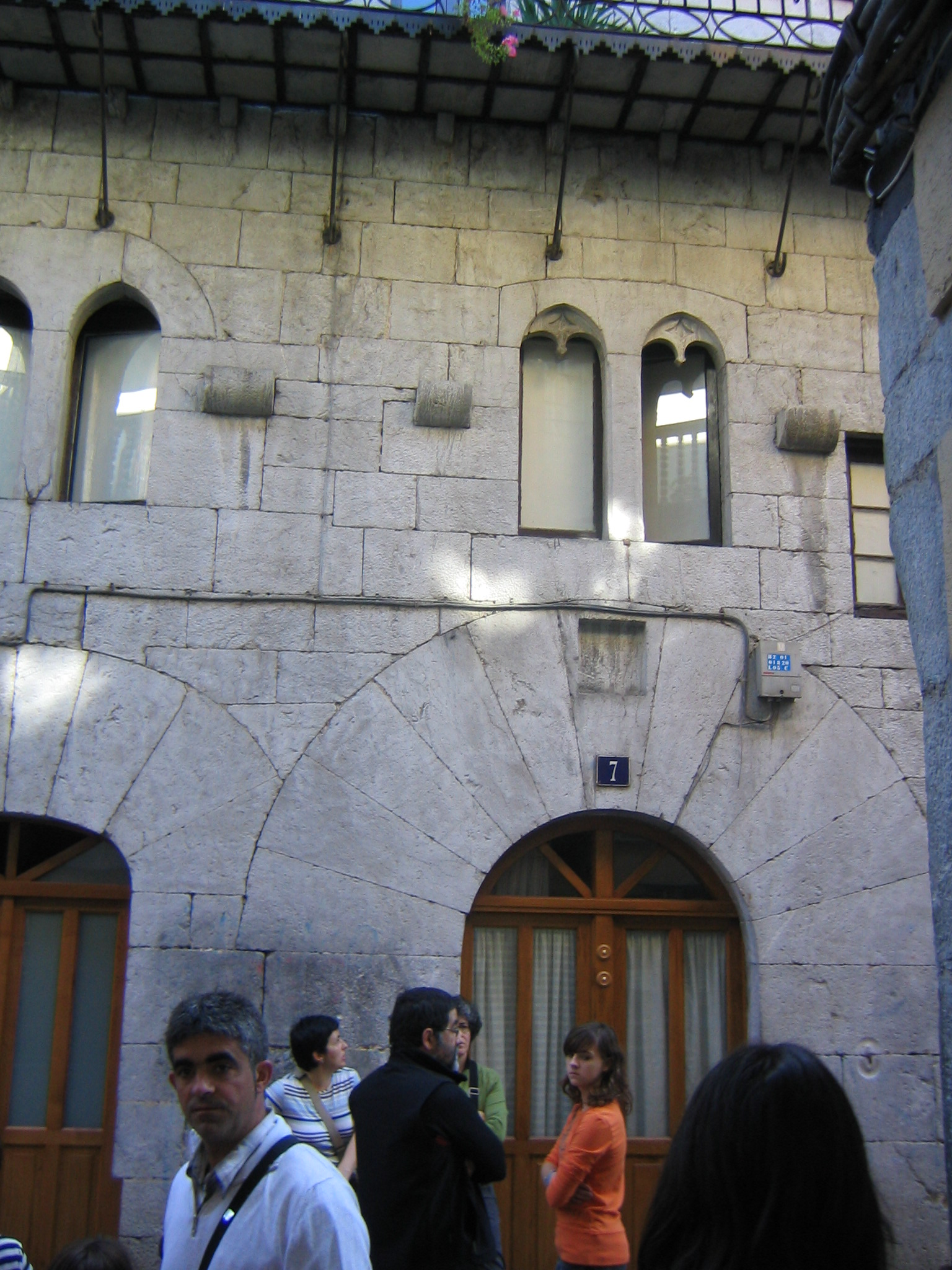
Façade principale de la maison-tour Antxia, détail

## Université de pelote
Markina-Xemein se détache par l'origine de nombreux et très bons pelotaris. La majorité des pelotaris qui jouent, et ont joué, dans les frontons des États-Unis ou Manille sont issus de cette commune. Pour cela le fronton municipal est un bijou authentique de ce sport. Il est mondialement connu comme l'université de la pelote basque.
Le premier fronton était situé à Beko-Losa, on a construit un autre plus grand pour pouvoir jouer dans les disciplines de grande longueur en 1798 et faisait 225 pieds de longueur et 36 de large. En 1883, il a été restauré pour qu'on puisse jouer les spécialités de la chistera et en 1928 il a été couvert.
Lors de la guerre civile il a été utilisé comme garage des troupes et a été bombardé. Après la lutte, il a été récupéré et a été inauguré le 21 août 1949. Il a été agrandi en 1964 et de nouveau à la fin du XXe siècle.

## Personnalités liées à la commune
- Alberto Onaindia (1902-1988), religieux, conseiller du lehendakari José Antonio Aguirre dans le premier Gouvernement basque ;
- Bartolome Ibaseta-Beitia (XVIe siècle), professeur de logique à l'université de Salamanque ;
- Bartolome Madariaga Garate, connu comme frère Bartolome Santa Teresa (1768-1836), religieux et architecte ;
- Fernando Ramon Barroeta (XVIIIe siècle), juge principal de Biscaye ;
- Francisco Maris Ugartetxea Urkieta, connu comme père José Domingo Santa Teresa (1888-1980), religieux ;
- Jabier Kaltzakorta, philologue, professeur, académicien et écrivain de langue basque ;
- José María Arizmendiarrieta (1915-1976), prêtre et promoteur de Mondragón Corporación Cooperativa ;
- Juan Barroeta, (XVIIe siècle), capitaine de navire ;
- Luis Bernaola, directeur de l'université commerciale de Deusto ;
- Luis Echanove (1929-1998), peintre et décorateur ;
- Martín de Oronzua, capitaine de navire ;
- Martin Oronzua (XVIIe siècle), capitaine de navire ;
- Nicolasa Pradera (1870-1959), cuisinier ;
- José de Abecía (es), combattant pendant la guerre de l'Indépendance ;
- Frère Juan Bartolomé Markina (1428-1499 ?), premier recteur du collège majeur de l'université de Valladolid ;
- Frère Juan Markina (1609-1796), confesseur du cardinal Cisneros ;
- Frère Matías Markina (1609-1769), fondateur du couvent des Capucins de Deusto ;
- Frère Pablo Mugartegi (XVIIIe siècle), missionnaire ;
- Frère Francisco Ugarte (1658-1693), missionnaire chrétien aux Philippines ;
- Père Pedro María Alkorta Elordui (1822-1892), religieux.

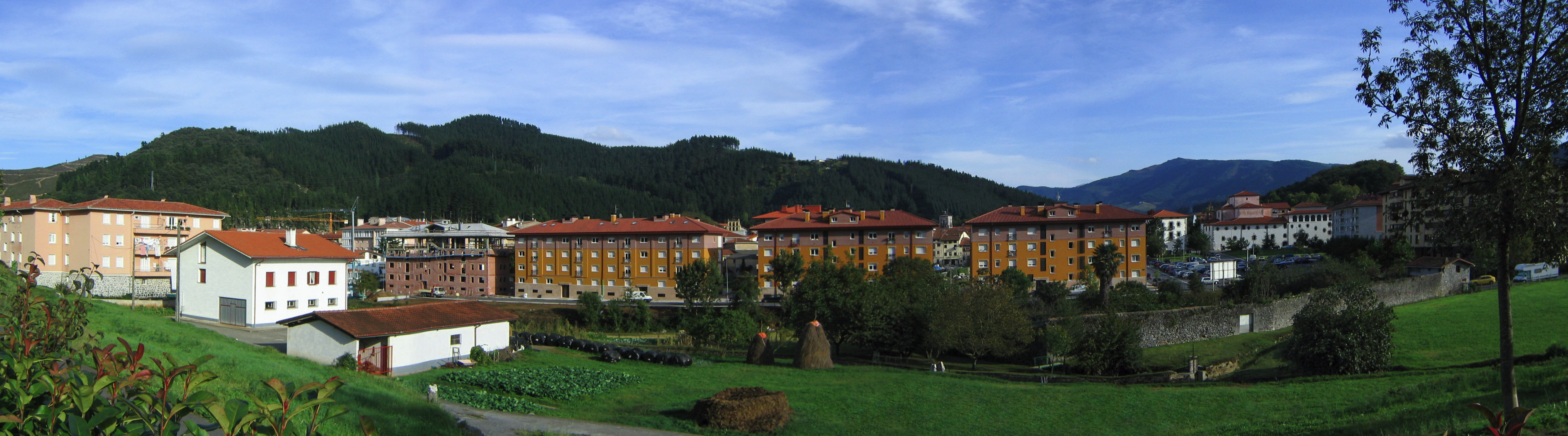
Vue partielle de Markina.

### Sources
- (es) Cet article est partiellement ou en totalité issu de l’article de Wikipédia en espagnol intitulé « Marquina-Jeméin » (voir la liste des auteurs).